# Karl Arnold (General)
Karl Ludwig Ferdinand Arnold (* 2. Oktober 1818 in Berlin; † 4. März 1882 in Ballenstedt) war ein preußischer Generalmajor.

## Leben

### Herkunft
Karl war ein Sohn des preußischen Oberstleutnants und Ritters des Eisernen Kreuzes August Arnold (1784–1837) und dessen Ehefrau Emilie Ferdinande, geborene Biener (1793–1827).

### Militärkarriere
Arnold besuchte die Kadettenhäuser in Potsdam und Berlin. Anschließend wurde er am 5. August 1837 als Sekondeleutnant der 6. Artillerie-Brigade der Preußischen Armee aggregiert. Zur weiteren Ausbildung absolvierte er von Oktober 1838 bis September 1839 die Vereinigte Artillerie- und Ingenieurschule und wurde am 30. Dezember 1840 als Artillerieoffizier mit Patent vom 10. Oktober 1837 einrangiert. Nach einem Kommando zur Zentrale-Turnanstalt avancierte Arnold Ende Oktober 1850 zum Premierleutnant. Unter Beförderung zum Hauptmann wurde er am 14. März 1854 Vorstand des Artilleriedepots in Breslau. Im Jahr 1855 wurde er von dieser Stellung entbunden und am 1. Mai 1858 als Artillerieoffizier vom Platz nach Wittenberg versetzt. Daran schloss sich vom 29. Juni 1859 bis zum 6. Juli 1864 eine Verwendung als Batteriechef im 5. Artillerie-Regiment an. Anschließend wurde Arnold in gleicher Eigenschaft als Major wieder zur 6. Artillerie-Brigade versetzt. Am 23. September 1865 übernahm er die Reitende Abteilung und stieg am 22. März 1866 zum Oberstleutnant auf.
Während des Krieges gegen Österreich nahm Arnold 1866 an der Schlacht bei Königgrätz teil und erhielt den Roten Adlerorden IV. Klasse mit Schwertern. Nach dem Krieg wurde er am 3. März 1870 zum Kommandeur des Feldartillerie-Regiments Nr. 6 ernannt und am 26. Juli 1870 zum Oberst befördert. In dieser Eigenschaft führte er sein Regiment 1870/71 im Krieg gegen Frankreich bei den Belagerungen von Paris und Toul, der Beschießung von Pfalzburg sowie in den Gefechten bei Chevilly, Villejuif, Thiais und Choisy le Roi.
Ausgezeichnet mit dem Eisernen Kreuz II. Klasse wurde Arnold nach dem Friedensschluss unter Stellung à la suite seines Regiments am 29. Mai 1873 zunächst mit der Führung der 4. Feldartillerie-Brigade beauftragt. Am 30. April 1874 erfolgte seine Ernennung zum Kommandeur dieser Brigade sowie am 27. Oktober 1874 die Beförderung zum Generalmajor. Er erhielt am 13. September 1876 den Roten Adlerorden II. Klasse mit Eichenlaub und Schwertern am Ringe und wurde am 13. März 1877 mit Pension zur Disposition gestellt. Er starb am 4. März 1882 in Ballenstedt.

### Familie
Arnold heiratete am 4. Mai 1857 in Charlottenburg Anna Hohoff (1828–1861), eine Tochter des Oberst Louis Ferdinand Hohoff. Nach ihrem Tod heiratete er am 4. August 1862 in Breslau Olga Hohoff, die Schwester seiner ersten Frau. Das Paar hatte drei Söhne:
- Georg (* 1865), preußischer Major
- Ferdinand (* 1866)
- Kurt (* 1867)